# Utivarachna taiwanica
Utivarachna taiwanica is een spinnensoort uit de familie van de Trachelidae.
De wetenschappelijke naam van de soort werd in 1993 als Trachelas taiwanicus gepubliceerd door Hayashi & Yoshida.